# Słońsk (Sulęcin)
Pour les articles homonymes, voir Słońsk.
Słońsk (prononciation : [kʂɛˈʂɨt͡sɛ] ; en allemand : Sonnenburg) est un village de l'ouest de la Pologne situé dans le powiat de Sulęcin de la voïvodie de Lubusz. Il est le siège administratif (chef-lieu) de la gmina appelée Słońsk.
Pendant la Seconde Guerre mondiale, il a abrité un camp de concentration nazi nommé Sonnenburg (aujourd'hui un musée).  

## Géographie
Le village est situé dans la région historique de la Nouvelle-Marche, sur la rive sud de la Warta. Il se trouve en lisière du parc national de l'embouchure de la Warta, à environ 15 kilomètres à l'est de Kostrzyn nad Odrą, 25 kilomètres au nord-ouest de Sulęcin (siège du powiat) et 36 kilomètres au sud-ouest de Gorzów Wielkopolski, capitale de la voïvodie. 
Le village de Słońsk comptait approximativement une population de 3 077 habitants en 2010.

## Histoire

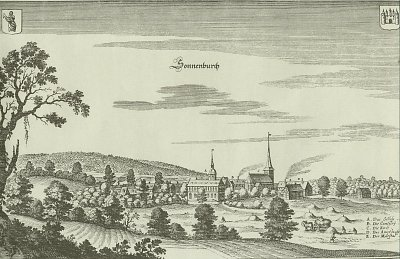
Sonnenburg, gravure de Matthäus Merian le jeune (1652).

L'actuelle Słońsk a été fondée dans le pays de Lebus (Lubusz) qui appartenait à l'origine au royaume de Pologne et a été cédé au milieu du XIIIe siècle aux margraves ascaniens Jean Ier et Othon III de Brandebourg. Sous l'administration de la marche de Brandebourg, les habitants slaves de la région ont été graduellement germanisés au cours de la colonisation au fil des siècles suivants.
En 1312, le margrave Valdemar de Brandebourg et l'évêque Frédéric de Lebus étaient conjointement suzerains de Sonnenburg. Les nobles Henning et Arnold von Uechtenhagen ont ensuite reçu le village comme fief : ils y ont construit le premier château en 1341. 

### Les Templiers et les Hospitaliers

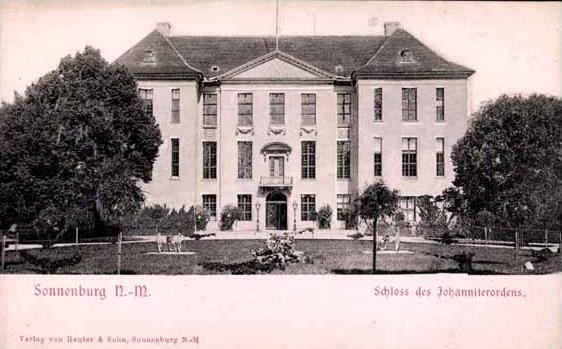
Le château de Sonnenburg vers 1900.

La localité apparaît pour la première fois dans des documents en 1295, sous le nom de Sonnenburg. L'ordre du Temple y possédait des terres et des bâtiments.
À partir du XVe siècle, la seigneurie de Sonneburg a été étroitement liée avec les Hospitaliers de l’ordre de Saint-Jean de Jérusalem, qui l'avait rachetée du margrave Frédéric Ier en 1426. Le château est devenu le siège du grand bailliage de Brandebourg, qui a considérablement agrandi la ville, construit une nouvelle église (entre 1474 et 1522), un nouveau château (entre 1545 et 1564) et un hôpital modèle (au XIXe siècle).
En 1539, l'électeur Joachim II Hector de Brandebourg a accueilli la foi protestante et le Grand bailliage l'a suivi en gardant ses possessions. Les domaines furent dévastés pendant la guerre de Trente Ans ; plus tard, entre 1662 et 1667, le commandeur Jean-Maurice de Nassau-Siegen fit reconstruire le château résidentiel sur les plans de l'architecte  néerlandais Pieter Post, inspirés par le palais Huis ten Bosch à La Haye. Sonnenburg resta sous la domination de l'ordre jusqu'à sa sécularisation sous le règne du roi Frédéric-Guillaume III en 1811.
Incorporé dans l'arrondissement de Sternberg-en-Nouvelle-Marche jusqu'en 1873, puis de l'arrondissement de Sternberg-Est dans la province de Brandebourg, le lieu a eu des privilèges municipaux de 1808 à 1947. Lorsque le grand bailliage de Brandebourg fut restauré par ordre du roi Frédéric-Guillaume IV en 1852, le commandeur a repris sa résidence au château. Le dernier maître de l'Ordre Oscar de Prusse y résida jusqu'en 1945.

### Camp de concentration
Sous l'administration du royaume de Prusse, une sévère prison (Zuchthaus) a été construite en ville en 1832. On y a enfermé des indépendantistes polonais comme Karol Libelt (1807-1875) et Bronisław Dąbrowski (1815-1880), fils du général Jean-Henri Dombrowski). En 1930, le pénitencier a été fermé pour des raisons sanitaires.

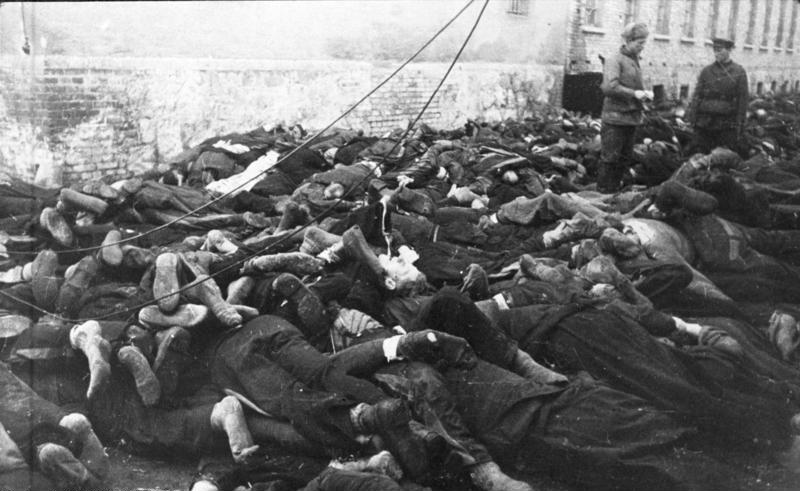
Victimes du camp à l'arrivée de l'Armée rouge en 1945.

Quelques semaines après la captation du pouvoir par les nazis, l'édifice fut occupé par les autorités allemandes et transformé en camp de concentration pour enfermer des militants anti-nazis comme Carl von Ossietzky (1889-1938) et Hans Litten (1903-1938). Les premiers détenus en Schutzhaft sont transférés ici depuis la direction de la police de Berlin le 3 avril 1933. Sous l'égide de Rudolf Diels, fonctionnaire du ministère prussien de l'Intérieur et chef de la Gestapo, les prisonniers politiques sont plus de mille en peu de temps.
Au cours de la Seconde Guerre mondiale, notamment après l'application du décret « nuit et brouillard » en 1941, de nombreux résistants étaient incarcérés à Sonnenburg, dont Jean-Baptiste Lebas (1878-1944) et René Lefebvre (1879-1944), père de l'archevêque Marcel Lefebvre ; tous deux sont morts dans des conditions atroces. Les défenseurs de la citadelle de Poznań y ont été enfermés après sa chute, ainsi que certains combattants de l'insurrection de Varsovie en 1944. 
Vers la fin de la guerre, dans la nuit du 30 au 31 janvier 1945, les officiers de la Gestapo et de la SS y ont assassiné 819 prisonniers politiques de plusieurs pays d'Europe,, dont de nombreux membres du Parti communiste d'Allemagne (KPD) et 91 Luxembourgeois incorporés de force (« malgré-nous ») dans la Wehrmacht.  il y avait 4 survivants  parmi les morts. Trois jours plus tard, Sonnenburg a été prise par l'Armée rouge qui prit des photos et des documents qui permettent de connaître l'histoire de ce massacre.. 
Parmi les victimes françaises, tous NN (Nacht und nebel ) se trouvait un groupe de 27 prisonniers (le plus souvent déjà internés dans d'autres camps depuis 1942). ils avaient tous été jugés à nouveau" par le Volksgericht de Leipzig et arrivèrent le 4 août 1943 à Sonnenburg et furent exécutés le 31 janvier 1945. 
Les noms, ordre et lieu de naissance, donnés ci-dessus, sont indiqués selon le document original allemand: 
• Nicolle Louis, n. 23 octobre 1881, Cesny Beis;
• Maurice Henri, né le 27 janvier 1910, Vielliersen;
• Rousseau Edouard, n. 23 décembre 1893, Rosoy
• Ligot Charles, n. 13 mai 1913, Clichy;
• Dauvilliers Maurice, né le 27 XII 1909 г., Lugny;
• Dubois Raoul, n. 10 décembre 1911, Luttich;
• Quorre François, b. 11 février 1920, Larochen-Sautec;
• Jean Henri, n. 1er avril 1902, Lorient;
• Bezirard Florent, b. 26 mars 1905, Notre d'Parik;
• Lamalle Emilien, n. 19 avril 1887, Autun / Saône;
• Gerfaux Leon, b. 23 février 1900 г., Breul / Meserys;
• Messina Salvatore, b. 23 mai 1884, Paris;
• Armeno Louis, b. 10 avril 1894, Gennevillierss;
• Darde Fernand, n. 8 mai 1906, Bussy en Othe;
• Gossent Fernand, n. 25 janvier 1891, Evruux / Eure;
• Thomas Marcel, n. 16 janvier 1901, Mauprevoir;
• Weirauch Prosper, b. 28 février 1921, Daigny;
• Ropars Olmrer.ur. Le 7 mai 1901 St., Pol de Leon;
• Marcheny Lucien, n. 4 octobre 1912, Paris;
• Laforve Henri, n. 1 septembre 1907 г., Brogile / Eure;
• Dano Albert, n. 10 juin 1896, St., Symphorien;
• Chenel Jacques, n. 19 mai 1917, Le Havre;
• Dufau Marcel, n. 5 mars 1894, St. Michel;
• Landel Georges, n. 25 mai 1898, Petit Quevilly;
• Haugobert Jean, n. 21 octobre 1907, Neuville;
• Blondeau Marcel, n. 28 juin 1900, St. Viktor / Orne;
• Lutkie Leo, n. 26 septembre 1897, Bois-le-Duc.

À Sonnenburg, redevenu Słońsk se trouve un petit musée en mémoire dles victimes de ce massacre.  La Zuchthaus est aujourd'hui désaffectée

### Procès du massacre
Le médecin du bagne se suicide dans sa cellule. Le sous-directeur (qui avait sélectionné les hommes à abattre) est exécuté. Le gardien-chef et l'inspecteur du Sipo chargé du fichier meurent en captivité avant le procès. Le directeur meurt en 1962.
En 1971, les deux officiers de police SS, Wilheim Nickel(† après1971) et son supérieur Heintz Richter(† 27 juillet 1974 à Kiel) chef de la Gestapo de Francfort sur Oder sont traduits devant le tribunal de Kiel. Ils étaient venus expressément de Francfort pour perpétrer ce massacre. Le président prononcera la relaxe, prétextant que les deux accusés sont trop vieux pour être jugés et que le témoignage des survivants n'est pas recevable. En clair, la RFA n’a pas voulu montrer le lien étroit existant entre justice et Gestapo.

### Après-guerre

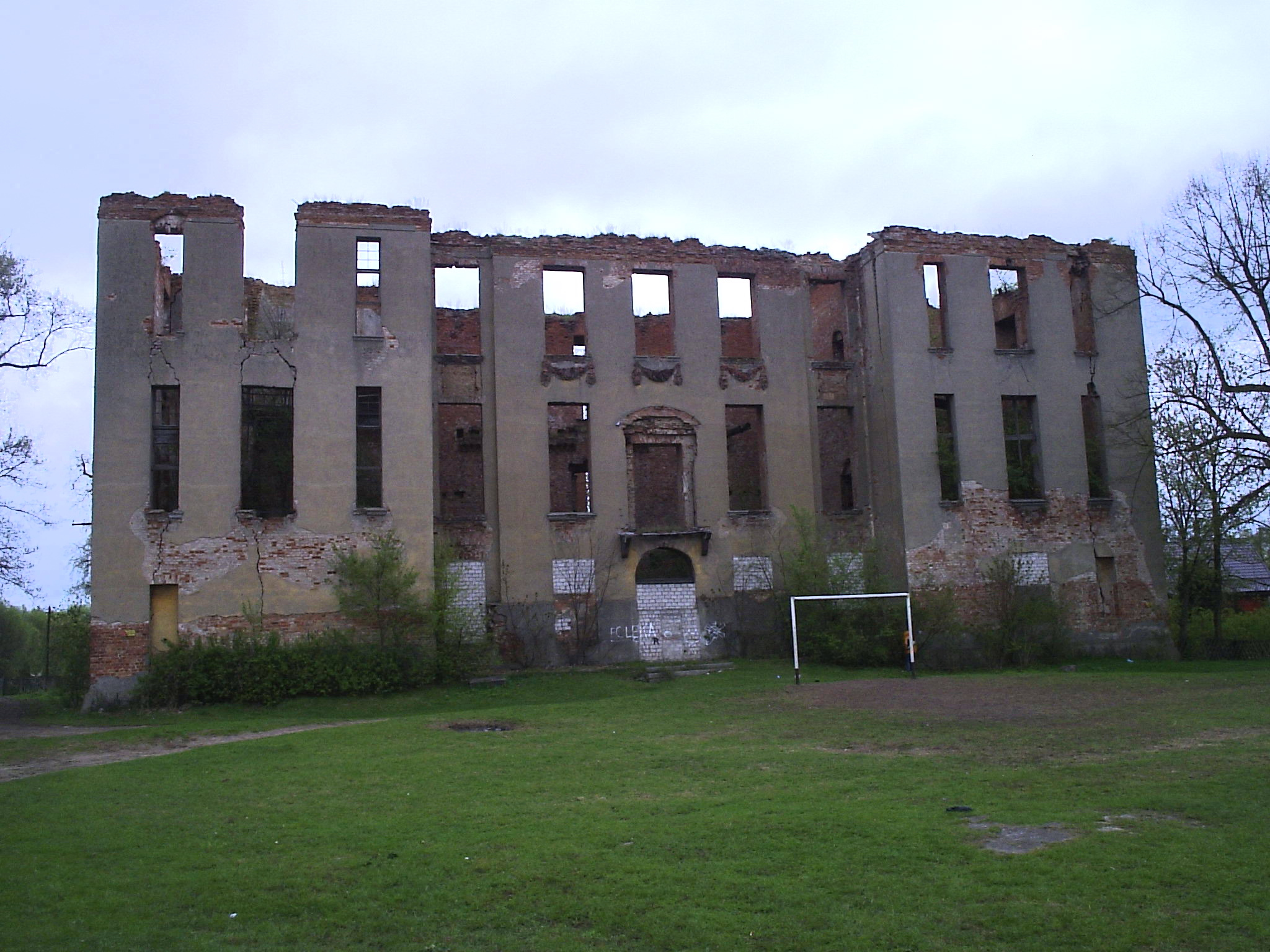
Les ruines du château.

Par l'implantation de la ligne Oder-Neisse à la conférence de Potsdam en 1945, la ville est séparée de l'Allemagne et attribuée à la république de Pologne, qui l'a renommée « Słońsk ». La plupart de ses anciens habitants ont été expulsés, comme dans tous les anciens territoires allemands, et remplacés par des Polonais expulsés des « confins » polonais (pris par l'Union soviétique) et des colons venus du centre de la Pologne.
En 1947, Słońsk a perdu le statut de ville et est redevenue un simple village. Le château, sorti de la guerre pratiquement indemne, prit feu en 1976 et brûla jusqu'aux fondations. De 1975 à 1998, le village appartenait administrativement à la voïvodie de Gorzów. Depuis 1999, il appartient à la voïvodie de Lubusz.

## Jumelages
Słońsk est jumelée avec :
- Schlaubetal (Allemagne)

## Personnalités
- Christian Friedrich Schwarz (1726-1798), missionnaire luthérien en Inde.
- Paul Koslik (de) (1886–1944), Kapitän zur See de la Kriegsmarine